# 小宮村
小宮村（こみやむら）は、東京都の西部、西多摩郡に属していた村である。

## 地理
現在のあきる野市、旧五日市町の北西部に位置する。
- 山岳：馬頭刈山
- 河川：秋川、養沢川

## 歴史
村名は、中世に秋川上流域を領した小宮氏の所領・小宮領の一部だった事に因む。

### 沿革
- 1889年（明治22年）4月1日 - 町村制施行により、養沢村、乙津村の一部が合併し神奈川県西多摩郡小宮村が成立。
- 1893年（明治26年）4月1日 - 西多摩郡が南多摩郡、北多摩郡と共に東京府へ編入。
- 1943年（昭和18年）7月1日 - 東京都制施行。（東京府廃止。）
- 1955年（昭和30年）4月1日 - 小宮村は五日市町、増戸村、戸倉村とともに合併し、五日市町が発足。小宮村は消滅。

変遷表
| 1868年 以前 | 1868年 以前  | 明治22年 4月1日 | 昭和30年 4月1日 | 平成7年 9月1日 | 現在       |
| ----------- | ------------ | --------------- | --------------- | -------------- | ---------- |
|             | 養沢村       | 小宮村          | 五日市町        | あきる野市     | あきる野市 |
|             | 乙津村の一部 | 小宮村          | 五日市町        | あきる野市     | あきる野市 |

## 大字
- 乙津（おつ）
- 養沢（ようさわ）